# ウルトラマンティガ外伝 古代に蘇る巨人
『ウルトラマンティガ外伝 古代に蘇る巨人』（ウルトラマンティガがいでん こだいによみがえるきょじん）は、2001年1月25日に発売された円谷プロダクション製作のオリジナルビデオ作品で、テレビ番組『ウルトラマンティガ』の外伝作品である。

## ストーリー
西暦2038年。ウルトラマンダイナことアスカ・シンがグランスフィアを倒した直後に発生した重力崩壊のブラックホールに飲まれ、その姿を消してから18年の月日が流れた。
かつてウルトラマンティガとなって戦ったGUTS隊員マドカ・ダイゴの息子マドカ・ツバサは、ネオスーパーGUTS訓練生としての卒業テスト中に遭遇したジョーモノイドと共に時空の裂け目に呑み込まれてしまった。
たどり着いた場所は、5,000年前の縄文時代だった。ジョーモノイドの攻撃を受けたツバサは、マホロバが持ってきた青銅のスパークレンスを使い、見事ティガに変身。ジョーモノイドに立ち向かうが苦戦を強いられる。何とか追い返したものの縄文時代を征服しようとする闇の超能力者たちの影が潜んでいた。イザレの巫女によると、ツバサは光が弱く不完全な状態のティガにしかなれないという。
その夜、ティガの里にジョーモノイドとドグーフが出現。ツバサは再びティガに変身し、苦戦しつつもジョーモノイドを倒す。しかし、ドグーフの不意打ちを受けて敗北してしまう。
完全なティガになれる者はいるのか、そして村の平和は守れるのか。

## 作品構造
ウルトラマンが縄文時代で戦うという外伝作品ならではの異色作。縄文時代という設定は監督の村石宏實がウルトラシリーズとは別に検討していた作品案を取り入れたことによる。
ビデオ版の企画自体は『ウルトラマンティガ』の終了前後より、プロデューサーの小山信行がバンダイビジュアルの河野聡と監督を務めた村石宏實と供に温めていたが、『ウルトラマンダイナ』や『ウルトラマンガイア』、『ブースカ! ブースカ!!』などテレビシリーズの制作が続いたため実現せず、小山のスケジュールの関係から『ブースカ』の終了が決定した2000年初めに『ウルトラマンダイナ 帰ってきたハネジロー』、『ウルトラマンガイア ガイアよ再び』を併せた3部作として立ち上げられた。
プロデューサーを務めた小山によれば、村石からも『ティガ』再映像化の話があったため、当初は最終回後のダイゴとレナのストーリー構成を二者によって内密に進めていたが、長野博と吉本多香美のスケジュールの問題から見送られ、舞台設定を現代ではなく古代へ変えることになった。一方で、変則的なことをしていても『ティガ』の原点を忘れないという作品コンセプトがとられた。
監督・原案は平成ウルトラシリーズ3部作を手掛けた村石宏實が担当。脚本は番外編であることから、これまでの執筆経験者ではなく、村石の旧知である山本優が担当した。ビデオ3部作の中では最も早期に企画が立ち上げられたため、予算やロケ時間がほかより多くとられている。
『ウルトラマンティガ』『ウルトラマンダイナ』『ウルトラマンガイア』の出演者が縄文人役で出演しているのも特徴。
怪獣の大きさを従来よりも小さ目に設定するなど、村石は特撮での怪獣ものとしての面白さが追求したとしている。
撮影ロケ地は神奈川県横浜市都筑区の横浜市営地下鉄センター北駅近くの大塚・歳勝土遺跡公園と栃木県岩舟山で撮影された。

## 登場人物
マドカ・ツバサ
本作品の主人公でネオスーパーGUTSの訓練生。かつてティガに変身したマドカ・ダイゴの息子。17歳。一人称は「僕」。
ダイゴと似た、誠実で落ち着いた性格。怪獣の襲撃に対しガッツブラスターしか装備がないながらも迷うことなく戦いに出たり、ダイゴでさえ迷ったティガへの自発的な初変身を迷わず決意したり、不完全なことを覚悟しながらもティガへ変身して再戦に臨んだりと、両親に負けない強い勇気と正義感をもつ。
ティガのことをかなり詳細に両親から聞いているようで、形を見ただけで青銅のスパークレンスがどういうものかを理解し、ダイゴの葛藤も知っていた。
ガッツイーグルαスペリオルの操縦訓練中にジョーモノイドと共に縄文時代に飛ばされ、ティガの里に世話になっていたとき、ジョーモノイドがティガの里を襲撃。不可抗力とはいえこの時代に怪獣を連れてきたことに責任を感じ、戦場に出るが、現れたマホロバが落とした青銅のスパークレンスを手にする。
ダイゴから光の因子を遺伝していたため青銅のスパークレンスを使ってティガに変身できたが、光になる素質が不十分であった（本人は「光であるより人でありたいと望んだ父の意思が自分の遺伝子の中で光に抵抗している」と語っている）ため完全なティガにはなれなかった。ツバサが変身した不完全なティガは、通常の半分以下の大きさで活動時間も短く、タイプチェンジも不可能。巨人の石像とは別に存在しているエネルギー体のようで、カラータイマーが鳴ると不安定に透き通り、やがて消えるようにツバサに戻ってしまう。
初変身では消えかかりながらもジョーモノイドをウルトラ・スウィングで撃退。闇の軍勢との決戦ではドグーフとジョーモノイドの二体を相手どり、ゼペリオン光線を放ってジョーモノイドを撃破するも、ドグーフには敗れた。その後はアムイの変身したティガの戦いを見守った。
戦いの後、自力でαスペリオルを修復して誰にも別れを告げずに元の時代に帰ったが、帰還シーンは描かれていない。
- ツバサという名前はダイゴを演じた長野博が命名している。当初は姉ヒカリを主人公とする案も検討されていた。

アムイ
ツバサが縄文時代で出会った11歳の少年でオサの孫。一人称は「おいら」。縄文時代にたどり着いたツバサを拾い、彼が帰れないとわかるとティガの里への永住を勧める。無邪気で人懐っこい性格。ティガの里の危機には自分も戦おうとするが、子供ということで連れ戻されている。
ツバサによるティガの不完全な復活とドグーフの襲来に伴い、激しい頭痛を伴った巨人像のビジョンに襲われる。それを見たイザレの巫女により真の光の意志を継ぐ者として覚醒し、「ティグの紋章」を託される。ドグーフにツバサのティガが敗れた後、ティガの石像とシンクロし、青銅のスパークレンスを掲げて完全なティガに変身した。ツバサではなれなかったスカイタイプ&パワータイプにもタイプチェンジしながらドグーフを倒し、村の英雄になった。
マホロバ
「旅の狩人」を自称する女戦士。一人称は「俺」または「私」。
放浪の旅の中でクラヤミノオロチを倒してヤミナギノツルギを手に入れ、それで戦う。またツルギを手に入れた際の光に導かれて青銅のスパークレンスを拾い、ツバサに渡す役割を果たす。
尋常ならざる身体能力の持ち主で、ヤミナギノツルギを手に入れる前から怪獣クラヤミノオロチを生身で撃破する実力に、身の丈ほどもあるヤミナギノツルギを軽々と振り回すばかりか腕の筋力だけで膝をついたティガの目線の高さまで一気に投げ飛ばす怪力と、それを持ったまま一跳びでジョーモノイドの頭に飛び乗った上、その高さから振り落とされても傷一つ負わないタフネスを誇る。
通りがかりにジョーモノイドとの戦いに参加し、闇の軍勢との戦いにも事実上の主力として協力。ドグーフとティガとの戦いでも、見ていることしかできないほかの面々を尻目にティガを援護した。
戦いの後は、ツバサと語り合った後、皆に見送られて再び旅に出た。
ツバサの姉であるマドカ・ヒカリに瓜二つであり、ツバサは遠い先祖かもしれないと推測している。
- 監督の村石宏實は、当初はツバサの母レナに似ているという設定で吉本多香美を配役に想定していたが、若い方が良いとの意見から姉ヒカリに似ているという設定に改められた

オサ
村の長。倒れていたツバサを介抱する。
TPCのサワイに酷似している。
イザレの巫女
光の巨人についての予言を受け継ぎ、アムイが真の光の意思を継ぐ者であると見抜く。
GUTSのイルマに酷似。
オロロン
村を守るサキモリのリーダー。
GUTSのムナカタ副隊長に酷似。
ナニワ
オロロンの補佐。関西弁で喋る。
GUTSのホリイ隊員に酷似している。
ティグルー
人間の能力を超える者たちで、いわゆる超能力者。両手の間にエネルギーをためて光弾を発射したり、空を飛んだりする。ツバクロ・トビタカ・カザハヤの3人が登場する。
それぞれスーパーGUTSのコウダ副隊長、カリヤ隊員、ナカジマ隊員に酷似。
モリヒト
サキモリの一人。
XIGの志摩隊員に酷似。
デク
サキモリの一人。
XIGの大河原隊員に酷似。
トウヤ
アムイの姉御肌な少女。
シンジョウ・マユミに酷似。
闇の超能力者 ドグラマグマ
不気味な闇の呪術者。不可思議な呪文を唱えて怪現象を引き起こしたり、ジョーモノイドや蘇らせたドグーフを操る。光の巨人の復活を阻止するため村を襲わせるが、最期はドグーフの死と共に消滅した。
- 『円谷プロ全怪獣図鑑』では、部下も含め別名を暗黒超能力者と記載している。

ダイダラ
ドグラマグマの手下。40歳。飛行能力・念動波・火遁の術・ジョーモノイドを操る能力を持つ。オロッチが倒された時には「よくも私の可愛いオロッチを！」と激昂しており、仲はよかった様子。最期はマホロバと戦い、ヤミナギノツルギで一刀両断された。
オロッチ
ドグラマグマの手下。35歳。普段はダイダラの子分として活動する。怪力の持ち主。金棒を振り回して戦う。最期はダイダラと共にティグルーと一戦交えるが念動波攻撃を受け倒された。

## 登場怪獣
闇の魔神
超古代に光の巨人と対決した魔神で、姿はドグーフに酷似している。巨人にダメージを与えられないまま、跳び蹴りを喰らい爆散した。
- 資料によっては、名称を遮光器土偶魔神 デグーフ（闇の魔神）としている。

遮光器土偶魔神 ドグーフ
ドグラマグマが復活させた魔神。遮光器土偶に似た姿をしている。巨人の石像を破壊することを目的としている。飛行能力を有するほか、目から破壊光線や強力な光を発する。
夜のティガの里に出現し、突進してきたツバサティガを体格差で2回吹き飛ばし、ジョーモノイドを倒した疲労困憊のところに一蹴りを加えてノックアウトする。その後、アムイの変身したティガと対決。スカイタイプの飛び蹴りやパワータイプのウルトラヘッドクラッシャーを喰らいグロッキー状態になり、苦し紛れに放った怪光もマホロバのヤミナギノツルギの能力で返され、怯んだところにデラシウム光流で体を貫かれて敗北する。
- スーツは闇の魔神にパーツを追加したもの。

時空飛来怪獣 ジョーモノイド
ツバサが訓練中に遭遇した怪獣。大型肉食恐竜に酷似した外観を持ち、口からの火炎と巨人像の眠る光のピラミッドを崩せる威力の爪を持つが、防御面は村の防人の大弩に怯む程度。
ツバサと共に時空の裂け目に嵌まって縄文時代に飛ばされる。ダイダラに操られてティガの里を襲撃したが、ツバサが変身したティガと戦闘になり、存在自体が不安定なツバサティガに対し優位に立つもウルトラ・スウィングで撃退される。その後、今度はドグラマグマに操られて夜に出現し、光のピラミッドを発見、外壁を崩していったが、再び出現したツバサティガに妨害され再戦。やはり不安定なところを突いて追いつめるが最後はゼペリオン光線で倒された。

古代怪竜 クラヤミノオロチ
マホロバがティガの里から北にある超古代遺跡で倒した巨竜。体内から闇薙の剣が見つかる。戦力は不明。
- 着ぐるみは『ウルトラマンガイア』に登場したミズノエノリュウの改造。

## 用語
光の巨人の石像
ジョーモノイドが発見した金色のピラミッドの中に隠されていた巨人の石像。『ウルトラマンティガ』に登場した石像と同じ。ドグーフはこの石像を破壊することが目的。
光のピラミッド
岩山に隠されていた金色に光るピラミッドで、上記の石像はここに隠されている。ジョーモノイドに発見され、外壁を崩された。『ウルトラマンティガ』に登場した物と異なり、全てが金色である。
光の巨人の伝説
この物語の鍵。
遥か昔、地上が闇の魔神たちの暴れるがままになっていたとき、いずこからか光の巨人が現れ、闇の魔神との激しい戦いの末に地上に光を取り戻し、山のなかに消えていったというもの。
この伝説は、「怪獣が現れたとき、光の巨人が現れる」という、イザレの巫女やドグラマグマの伝える予言へと続き、巨大な鳥に乗った異邦人（αスペリオルに乗ったツバサ）の来訪がその予兆として予言されている。
光の巨人は「この里におる者」によって蘇るとされており、「今、里にいる者」としてツバサも該当者ではあるが、「里に生まれ育った者」であるアムイこそ、予言されていた「光の巨人を蘇らせる者」であった。
青銅のスパークレンス（青銅の神器）
マホロバがヤミナギノツルギを手に入れた際に発見した、青銅で創られたスパークレンス。
シルエットは通常のスパークレンスとほぼ同じだが、ディテールは大きく異なる。
マホロバの手の中で、ある方角を指して震えることで彼女を「里」に導く。そこで出会ったツバサやアムイが使用し、ウルトラマンティガに変身した。
ティグの紋章
ティガクリスタルと同じ意匠の頭飾り。イザレの巫女が首にかけており、「光の巨人を蘇らせる者」の覚醒を助けるという。
石像の覚醒に伴った頭痛に苦しむアムイこそ予言された「巨人を蘇らせるもの」だと確信したイザレの巫女により、アムイの額にかけられた。ツバサにより再びティガが現れたことを境に石像のティガクリスタルと共鳴して明滅し、アムイを石像のもとに導く。アムイがスパークレンスを手にすると明滅のテンポを速め、変身を促す。
闇薙の剣（）
物語冒頭、マホロバが怪獣クラヤミノオロチを倒して尾から取り出した、身の丈ほどもある巨大な石の剣。
防人に見せた際には「あの伝説の…」「初めて見た」と驚いていたので、有名なものらしい。
マホロバが初めて手にした際には光を発し、近くに転がっていた青銅のスパークレンスを照らし出してマホロバに拾わせた。闇の術の類いが通用しないとのことで、その名の通りジョーモノイドやダイダラを薙ぎ、決戦ではティガを苦しめるドグーフの怪光を跳ね返して勝利のカギとなった。

## キャスト
- マドカ・ツバサ：山口翔吾
- マホロバ：山崎ゆり
- アムイ：上條誠
- オロロン：大滝明利
- ツバクロ：布川敏和
- トウヤ：石橋けい
- トビタカ：加瀬尊朗
- カザハヤ：小野寺丈
- モリヒト：加賀谷圭
- ナニワ：増田由紀夫
- デク：沢木祐介
- ドグラマグマ：友金敏雄[注釈 5]
- ダイダラ：高良隆志
- オロッチ：中村浩二
- ナレーター：真地勇志
- オサ：川地民夫
- イザレの巫女：高樹澪

### 特技アクション
- 権藤俊輔
- 中村浩二
- 森英二
- 永田朋裕

## スタッフ
- 制作：円谷一夫
- 監修：高野宏一
- 企画：満田かずほ、川城和実（バンダイビジュアル）
- プロデューサー：小山信行、河野聡（バンダイビジュアル）
- 脚本：山本優
- 原案：村石宏實
- 文芸協力：江藤直行
- 音楽プロデューサー：玉川静
- 音楽：矢野立美
- 撮影：大岡新一、倉持武弘
- 照明：高野和男、佐藤才輔
- 助監督：石川整、近藤孔明
- 美術：小出憲、寺井雄二
- 録音：細井正次
- 操演：根岸泉
- 擬闘：髙橋伸稔
- 制作担当：中井光夫
- イメージボード/デザイン：奥山潔
- 編集：佐藤康雄、冨永美代子
- VFXスーパーバイザー：田代定三
- プロデューサー補：表有希子、高野仁志（バンダイビジュアル）
- 監督・特技監督：村石宏實
- 製作：円谷プロダクション、バンダイビジュアル

## 音楽
主題歌「鼓動〜for TIGA〜」
作詞：KATSUMI / 作編曲：大門一也 / 歌：Project DMM / 発売：日本コロムビア

## 映像ソフト化
- VHS（セル、レンタル共通）は2001年1月25日発売。
- DVD（セルのみ）は2001年5月25日発売。
- 未公開シーンを追加した完全版のDVDは2004年11月26日発売。
- 2007年11月26日発売の『ティガ ダイナ ガイア メモリアルボックス ザファイナル』および2014年9月24日発売の『ウルトラマンティガ Complete Blu-ray BOX』に上記の完全版が収録。